# Хнюх
Хнюх (рут. Хыӏныӏхъ) — село в Рутульском районе Дагестана. Входит в Рутульское сельское поселение.

## Географическое положение
Село расположено в долине реки Рутул, протекающей через районный центр, на высоте 2100 метров над уровнем моря, на южном склоне Самурского хребта, в 5 км севернее районного центра села Рутул.

## Население
| 1895 | 1926 | 1939 | 1970 | 1989 | 2002 | 2010 |
| ---- | ---- | ---- | ---- | ---- | ---- | ---- |
| 137  | ↗147 | ↗163 | ↗299 | ↘45  | ↗129 | ↘61  |
| 2021 |      |      |      |      |      |      |
| ↗68  |      |      |      |      |      |      |

Моноэтническое рутульское село.
Хнюх основали представители 6 тухумов: Шейхийер (потомки основателя тухума, который по легенде был  шейхом), Кавхыйер (имя предка-основателя), Тахъуйер (видимо прозвище), Мисийер (имя предка), Уджалыйер (потомки пришельцев из арабских стран), Апсарыйер (имя предка).

## История
Село Хнюх, одно из древних сел Рутульского вольного общества, хотя найденные исследователями письменные памятники опровергают это.
Самая ранняя надпись, найденная здесь, датируется началом XVIII века.
Есть предположение, что письменные памятники, датированные более ранними периодами, просто не сохранились по разным причинам.

## Этимология
Значение слова «Хнюх» в народе не объясняют, однако есть 4 версии:
- Первая версия гласит, что в селе много "святых мест", которые по своим функциям делятся на несколько групп. Среди этих "святых мест" популярностью среди местных жителей пользовалась "святыня-исцелитель" «Мазай-гагды уджа» ("святилище" Мазай-гага), где главным образом "лечили" детей от разных болезней. Отсюда село, скорее всего, и получило название хыӏныӏхъ, что на рутульском языке означает «ребенок» (хыных).[13]
- Вторую версию озвучил исследователь Ф. Дашлай и она подразумевает, что название села образовано от слова ханака (перс. خانگاه‎ — хангах,), то есть общежитие (для муталимов). Есть предположение, что медресе XII века в Рутуле, на самом деле располагалась в Хнюхе, откуда и название этого села «ханака».[14]
- Третью версию приводит в своей статье лингвист Г. Х. Ибрагимов, в которой, проводя анализ названий рутульских населённых пунктов, отметил объединение обнаруживающих генетическую общность топонимов рут. МыхӏаІд, Хыӏныӏхъ, Хин, Мыӏхрек, связанных, по мнению автора, с понятием дом, село и нек. др.[15]
- Есть ещё одна версия названия села. В ней развивается почти такая же гипотеза, как в предыдущей версии Г. Х. Ибрагимова, но только более раннего происхождения. Как все знают, в Дербентской крепости течет родник, на стене которого сохранилась надпись на албанском алфавите. Албанский алфавит сегодня известен, и эта надпись читается как «хиней». В этом слове «хин» является корнем, «ей»-окончанием, указывающее направление. По мнению к.и.н., этнолога Бадалова Ф., слово «хин», превратившееся со временем в архаизм на языках народов лезгинской семьи, с уверенностью можно сказать, изначально означало «возвышенность», «альпийские луга», «летние пастбища». И надпись на албанском алфавите переводится с лезгинского и рутульского языка как «родник, который течет со стороны вершины (возвышенности)». Предположение исследователя основывается на языковом материале. Следующие примеры довольно ясно дают представление о значении слова «хин»: — на территории Кубинского района АР самое высокогорное селение называется Хиналуг. На территории Ахтынского района есть уже отмеченное выше селение «Хин», являющиеся одним из самых высоких поселений в своем районе. С горы Экуьнин дагъ (гора Восходящего Солнца), расположенной на территории Докузпаринского района, падает с высоты более чем в 100 метров чистая родниковая вода, которая населением соседних сел называется «Хинин булах» (Родник хин). Родник получил это название, потому что он падает с возвышенности (со стороны альпийских лугов). На вышеназванной горе присутствуют также вырезанные в скальной породе ступени. По ним на вершину горы при необходимости можно подняться, так вот жители близлежащего горного аула Кӏелет эти ступени называют «Хинин гурар» (Лестница хин — лестница, ведущая в сторону альпийских лугов). Курушцы — жители самого высокогорного селения Европы, называют близлежащие территории (альпийские луга) на возвышенности — «Хинихъ» или «Хыныхъ», если прочитать по-рутульски. В этом слове «ихъ» (ыхъ) — окончание, показывающее направление (сторону). Подобных примеров связанных со словом «хин» предостаточно. Слово «яйлах», употребляемое сегодня взамен слово «хин», заимствовано народами лезгинской группы позднее из южных языков.[16]